# Jerzy Gościk
Jerzy Gościk (ur. 24 lutego 1934 w Bielewiczach, zm. 4 lipca 2003 w Warszawie) – polski operator filmowy.
Autor zdjęć do ponad 150 filmów dokumentalnych oraz ponad 30 filmów fabularnych i seriali.
Mąż reżyserki Wiesławy Zębali-Gościk, ojciec redaktorki TV Beaty Gościk i operatora Michała Gościka.

## Filmografia (wybór)
- 2003 – Stara baśń. Kiedy słońce było bogiem
- 2001 – Jeniec: Tak daleko jak nogi poniosą
- 2000 – Ogniem i mieczem
- 1996 – Dom
- 1995 – Sukces
- 1993 – Czterdziestolatek. 20 lat później
- 1992 – Piękna nieznajoma
- 1987 – Rzeka kłamstwa
- 1982 – Karate po polsku
- 1981 – Znachor
- 1977 – Akcja pod Arsenałem
- 1972 – Czas żywych
- 1968 – 90 dni w roku
- 1965 – Ab urbe condita
- 1961 – Ziemia i węgiel
- 1960 – Na straży granic